# ماچئی شلشینتسکی
ماچئی شلشینتسکی (لهستانی: Maciej Ślesicki؛ زادهٔ ۱۹۶۶ میلادی) تهیه‌کننده فیلم، فیلم‌نامه‌نویس و کارگردان فیلم اهل لهستان است.
او در سال ۱۹۹۵ برندهٔ بهترین کارگردانی فیلم در جشنواره فیلم گدنیا و در سال ۲۰۱۵ در هشتاد و هفتمین دوره جوایز اسکار، نامزدِ دریافتِ جایزه اسکار بهترین فیلم مستند کوتاه بود.
از فیلم‌ها یا مجموعه‌های تلویزیونی که وی در آن‌ها نقش داشته است، می‌توان به سارا، حوزه استحفاظی ۱۳ و حوزه استحفاظی ۱۳، قسمت دوم اشاره نمود.